# Raging Fighter
Raging Fighter è un videogioco di tipo picchiaduro ad incontri del 1993, sviluppato da Konami per la console portatile Nintendo Game Boy.

## La trama
Nella Trial Tower si tiene un torneo annuale di arti marziali organizzato dalla Lega Omega, in modo da tenere sempre in allenamento il manipolo di combattenti su cui l'Universo Alpha fa affidamento da millenni come difesa dai nemici esterni. Il vincitore di tale torneo può fregiarsi del titolo del Mightiest Mortal.

## Il gioco
Raging Fighter è un picchiaduro ad incontri con grafica 2D caratterizzato da movimenti dalle animazioni molto fluide (ogni colpo è rappresentato attraverso diversi fotogrammi), che non permettono però molte sequenze rapide di colpi (combo) come in altri giochi, rendendo i combattimenti più tattici che istintivi.

La grafica è curata ed i personaggi occupano buona parte dello schermo. I corpi sono ben scolpiti, ma ne deriva che i vestiti diano l'impressione di essere tutte tute aderenti. I fondali rappresentano gli interni dei piani della Torre o delle "case" della modalità Storia (possono forse ricordare le "case" del Grande Tempio dei Cavalieri dello Zodiaco), quindi, benché molto dettagliati con colonne, mattoni ed incisioni, rappresentano semplicemente delle pareti.

Manca la funzione "pausa" all'interno del gioco.

### Modalità di gioco
Sono disponibili le modalità Allenamento, Torneo, Storia e Versus.
- L'Allenamento consente di selezionare il proprio personaggio e quello dell'avversario, scegliere se il computer dovrà combattere o stare fermo e se il combattimento deve essere a singolo round o al meglio di due su tre.
- Il Torneo è la modalità principale del gioco. Il giocatore sceglie il personaggio con cui risalire i sette piani della Torre affrontando uno ad uno tutti gli avversari, fino a scontrarsi con il suo doppio malvagio. Le sfide sono al meglio dei tre round. Dopo ogni round vinto viene mostrato uno schermo che riepiloga il numero di colpi portati a segno e parati dai due combattenti (da cui si nota che il personaggio del computer, ai livelli di difficoltà più alti, causa più danni rispetto al giocatore) e che calcola il punteggio in base all'energia ed al tempo rimasti, e se l'avversario è stato sconfitto in due o tre round. Al game over viene assegnato un "rango" al giocatore, in base all'aver terminato o meno il gioco, all'aver utilizzato o meno i "continue" (ce ne sono due a disposizione) ed al non aver mai perso nemmeno un round. Dopo aver vinto il settimo incontro, il gioco termina e vengono visualizzati i titoli di coda. Prima di essi, se il giocatore ha conseguito un "rango" alto giocando ad un livello di difficoltà elevato, può scorrere un riepilogo dei volti dei sette personaggi oppure una loro breve esibizione dove ciascuno esegue alcune delle sue mosse.
- La modalità Storia è particolare. È una sfida che si tiene su una collina accanto alla Torre, una rievocazione storica a ricordo degli antichi scontri fra le varie tribù dell'Universo Alpha. Il giocatore controlla tre personaggi prefissati - nell'ordine Tao, Aska e Ruoh - che devono difendere le proprie "case" dagli attacchi degli altri personaggi - nell'ordine Vandal, Bulk, Miyabi, Shades e Guilga (il doppio malvagio) - avendo a disposizione ciascuno una sola barra di energia, senza limiti di tempo e senza "continue". La difficoltà è data dal dover sconfiggere cinque avversari con tre personaggi, di cui due non molto forti.
- La modalità Versus permette di sfidare un avversario umano collegando due Game Boy con due cartucce del gioco.
- Le Opzioni permettono di modificare il livello di difficoltà (quattro livelli, il predefinito è il terzo), scambiare i tasti per calcio e pugno ed ascoltare a piacere i vari sottofondi musicali.

### Personaggi
Nel gioco sono presenti sette combattenti, pochi se confrontati con videogiochi successivi, molto ben differenziati l'uno dall'altro.
- Tao, agile e veloce, ma dotato di scarsa forza e resistenza. Le sue mosse speciali sono delle lunghe sequenze di attacco formate da calci (Scissor Slash) o calci e pugni mentre si avvicina all'avversario.
- Vandal, dalla lunga coda di cavallo, utilizza particolari attacchi acrobatici ed attacca bene dalla distanza. È in grado eseguire un salto mortale in avanti sopra all'avversario e colpirlo mentre si trova rovesciato (Somer Assault); può inoltre eseguire una capriola sul posto, durante la quale colpisce violentemente l'avversario con il tallone (Windmill Whipper).
- Aska, tutt'altro che agile, ma in grado di colpire avversari incauti mentre si rialza e di sparare proiettili magici (Flash Blast). Questi ultimi vengono lanciati da accucciato, quindi sono bassi e non si scontrano con quelli di Ruoh e Shades.
- Bulk, come lascia supporre il nome, è un ammasso di grasso e muscoli. Molto lento, ma devastante e dotato, oltre ad una testata (Head Banger), di potente un attacco con una spallata in corsa durante il quale è pressoché invulnerabile.
- Miyabi, unica donna del gioco, è estremamente agile ed in grado di eseguire un calcio rotante sospesa a mezz'aria (Destructo Spin), simile al Tatsumaki Senpuu Kyaku di Street Fighter. È inoltre in grado di eseguire una rapida sequenza di colpi con le mani, simile all'Hundred Hand Slap di Edmond Honda di Street Fighter.
- Ruoh, personaggio ben bilanciato, ha a disposizione svariati attacchi fra cui un proiettile magico in stile Hadoken (Fist o' Fire, lanciabile a due diverse velocità) ed un uppercut con salto in stile Shoryuken (Jaw Breaker, utilizzabile ad una sola altezza).
- Shades, il personaggio migliore del gioco, ha uno stile di combattimento pressoché identico a quello di Ruoh, con la differenza che è in grado di eseguire l'uppercut con salto (Knuckle Buckle) a due diverse altezze. Le sue "palle di fuoco" (Ball of Fury) vengono emesse alla stessa altezza di quelle di Ruoh, e se i due colpi si scontrano, si annullano a vicenda.

Guilga è l'alter ego malvagio dei protagonisti. Non è un vero personaggio, è la copia di sé stessi che si affronta all'ultimo stadio del Torneo e l'ultimo nemico nella modalità Storia (dove può prendere le sembianze prima di Tao, poi di Aska ed infine di Ruoh, a seconda di quanti personaggi siano rimasti al giocatore). Nel suo "ritratto", che viene mostrato prima e dopo il combattimento, ha il viso coperto da una maschera, che però non compare durante il combattimento. Si distingue dal personaggio controllato dal giocatore poiché è di colore più scuro. Il nome Guilga viene visualizzato soltanto nella modalità Storia e nei titoli di coda, dove è indicato come rappresentante del "Dark World".

In modalità Allenamento e Versus non è possibile selezionare due personaggi identici, a meno che non vengano utilizzati dei cheat codes per abilitare tale funzione. A seconda del codice immesso, il secondo personaggio appare di colore più scuro, oppure identico al giocatore uno.
Tao, Aska e Vandal non possiedono "prese", a differenza degli altri personaggi, che ne possiedono due: una eseguita premendo avanti + pugno trovandosi perfettamente attaccati all'avversario, scaraventandolo così in terra; l'altra, più difficile, richiede di premere basso, alto e fuoco rimanendo perfettamente attaccati all'avversario. Quest'ultima è personalizzata per ogni personaggio: Bulk colpisce l'avversario con un potentissimo montante, sollevandolo dal suolo di diversi metri; Miyabi lo tiene fermo e lo colpisce con due ginocchiate (Cannonball Crunch); Ruoh lo afferra e lo lancia dietro le sue spalle appoggiando la propria schiena sul pavimento; Shades lo afferra ed esegue un salto mortale all'indietro rimanendo aggrappato all'avversario, in modo da atterrargli addosso.